# EKZ CrossTour 2016-2017
Navigation
2015-2016 2017-2018
L'EKZ CrossTour 2016-2017 est la troisième édition de l’EKZ CrossTour. Il a lieu du 18 septembre 2016 à Baden au 2 janvier 2017 à Meilen. Elle comprend cinq manches masculines et féminines. Toutes les épreuves font partie du calendrier de la saison de cyclo-cross masculine 2016-2017 masculine et féminine.

## Barème
Tous les participants de chaque course marquent des points pour le classement général suivant le tableau suivant :
| Position           | 1er | 2e | 3e | 4e | 5e | 6e | 7e | 8e | 9e | 10e | 11e | 12e | 13e | 14e | 15e | etc.      | à partir du 35e |
| Classement général | 100 | 80 | 70 | 65 | 60 | 58 | 56 | 54 | 52 | 50  | 48  | 46  | 44  | 42  | 40  | 38, 36... | 1               |

## Calendrier
| # | Date         | Course     |
| - | ------------ | ---------- |
| 1 | 18 septembre | Baden      |
| 2 | 2 octobre    | Aigle      |
| 3 | 6 novembre   | Hittnau    |
| 4 | 11 décembre  | Eschenbach |
| 5 | 2 janvier    | Meilen     |

## Hommes élites

### Résultats
| # | Date         | Lieu       | Vainqueur         | Deuxième       | Troisième          | Leader du classement général |
| - | ------------ | ---------- | ----------------- | -------------- | ------------------ | ---------------------------- |
| 1 | 18 septembre | Baden      | Klaas Vantornout  | Eli Iserbyt    | Michael Boroš      | Klaas Vantornout             |
| 2 | 2 octobre    | Aigle      | Clément Venturini | Steve Chainel  | Yorben Van Tichelt | Yorben Van Tichelt           |
| 3 | 6 novembre   | Hittnau    | Francis Mourey    | Wietse Bosmans | Corné van Kessel   | Francis Mourey               |
| 4 | 11 décembre  | Eschenbach | Marcel Wildhaber  | Marcel Meisen  | Gioele Bertolini   | Marcel Wildhaber             |
| 5 | 2 janvier    | Meilen     | Marcel Meisen     | Lars Forster   | Sascha Weber       | Marcel Wildhaber             |

### Classement général
| Position | Coureur          | Points |
| -------- | ---------------- | ------ |
| 1        | Marcel Wildhaber | 308    |
| 2        | Marcel Meisen    | 294    |
| 3        | Gioele Bertolini | 268    |
| 4        | Sascha Weber     | 266    |
| 5        | Simon Zahner     | 263    |
| 6        | Tomas Paprstka   | 234    |
| 7        | Francis Mourey   | 222    |
| 8        | Severin Sägesser | 196    |
| 9        | Clément Russo    | 186    |
| 10       | Lukas Winterberg | 182    |

## Femmes élites

### Résultats
| # | Date         | Lieu       | Vainqueur         | Deuxième          | Troisième              | Leader du classement général |
| - | ------------ | ---------- | ----------------- | ----------------- | ---------------------- | ---------------------------- |
| 1 | 18 septembre | Baden      | Eva Lechner       | Christine Majerus | Sina Frei              | Eva Lechner                  |
| 2 | 2 octobre    | Aigle      | Pavla Havlíková   | Sina Frei         | Jasmin Egger-Achermann | Sina Frei                    |
| 3 | 6 novembre   | Hittnau    | Nicole Koller     | Sina Frei         | Jasmin Egger-Achermann | Sina Frei                    |
| 4 | 11 décembre  | Eschenbach | Eva Lechner       | Pavla Havlíková   | Jasmin Egger-Achermann | Nicole Koller                |
| 5 | 2 janvier    | Meilen     | Christine Majerus | Caroline Mani     | Lise-Marie Henzelin    | Nicole Koller                |

### Classement général
| Position | Coureur                | Points |
| -------- | ---------------------- | ------ |
| 1        | Nicole Koller          | 330    |
| 2        | Jasmin Egger-Achermann | 310    |
| 3        | Pavla Havlíková        | 305    |
| 4        | Nadja Heigl            | 255    |
| 5        | Lara Krähemann         | 236    |
| 6        | Sina Frei              | 230    |
| 7        | Tina Züger             | 208    |
| 8        | Nadia Grod             | 202    |
| 9        | Eva Lechner            | 200    |
| 10       | Lise-Marie Henzelin    | 184    |